# Вошам (Вајоминг)
Вошам (енгл. Washam) насељено је место без административног статуса у америчкој савезној држави Вајоминг.

## Демографија
По попису из 2010. године број становника је 51, што је 8 (18,6%) становника више него 2000. године.
| Група             | 2000.       | 2010.      |
| Белци             | 43 (100,0%) | 49 (96,1%) |
| Афроамериканци    | 0 (0,0%)    | 0 (0,0%)   |
| Азијати           | 0 (0,0%)    | 0 (0,0%)   |
| Хиспаноамериканци | 0 (0,0%)    | 2 (3,9%)   |
| Укупно            | 43          | 51         |